# Xã Riverside, Quận Sedgwick, Kansas
Xã Riverside (tiếng Anh: Riverside Township) là một xã thuộc quận Sedgwick, tiểu bang Kansas, Hoa Kỳ. Năm 2010, dân số của xã này là 13.615 người.